# Iain Sproat
Iain MacDonald Sproat (* 8. November 1938 in Dollar, Clackmannanshire, Schottland; † 29. September 2011) war ein Journalist, Herausgeber und britischer Politiker der Conservative Party.

## Leben
Sproat studierte nach dem Besuch der St Mary’s School in Melrose, deren Schulleiter sein Vater war, sowie des Winchester zunächst an der Universität Aix-en-Provence und danach Anglistik am Magdalen College der University of Oxford. Im Anschluss wurde er Beigeordneter Herausgeber beim Verlag Time & Tide und bewarb sich kurz darauf bei einer Nachwahl im Juni 1964 im Wahlkreis Rutherglen für ein Mandat im House of Commons, unterlag dabei jedoch dem Bewerber der Labour Party deutlich. Danach wurde er zunächst Redakteur bei der Wochenzeitung The Sunday Telegraph, ehe er danach Leiter für Sonderprojekte beim Verlag BPS Publishing war.
Er wurde als Kandidat der Conservative Party bei den Unterhauswahlen vom 18. Juni 1970 erstmals als Abgeordneter in das House of Commons gewählt und vertrat in diesem bis zu seiner Wahlniederlage am 9. Juni 1983 den Wahlkreis Aberdeen South. Während dieser Zeit wurde er 1975 auch Vorsitzender der Parlamentariergruppe der Conservative Party für die Sowjetunion und den Ostblock. Nach dem Wahlsieg seiner Partei bei den Unterhauswahlen 1979 wurde er Vorsitzender der Gruppe der Abgeordneten aus Schottland für seine Partei sowie im September 1981 Parlamentarischer Unterstaatssekretär im Handelsministerium für Luftfahrt, Schifffahrt und Tourismus.
Nach seinem Ausscheiden aus dem Unterhaus 1983 waren anschließende Kandidaturen erfolglos, so dass er zunächst Berater von Premierministerin Margaret Thatcher und dann der Privatbank Rothschild wurde.
Bei den Wahlen vom 9. April 1992 wurde er abermals zum Abgeordneten in das Unterhaus gewählt und vertrat diesmal bis zum 1. Mai 1997 die Interessen des Wahlkreises Harwich. Kurz darauf wurde er von Premierminister John Major zum Parlamentarischen Unterstaatssekretär für nationales Erbe ernannt und dann nach einer Kabinettsumbildung 1995 zum Staatsminister und Minister für Sport. Bei der Unterhauswahl vom 1. Mai 1997 verlor er diesen konservativ geprägten Wahlkreis als erster Wahlkreisinhaber seiner Partei.
Sproat war darüber hinaus als Verleger tätig. Bekannt wurde er insbesondere durch seine seit 1987 herausgegebene Serie The Cricketers' Who's Who über Englands bekannteste Cricket-Spieler. Die ersten fünf Bände einer von ihm herausgegebenen fünfzehnbändigen englischen Übersetzung der Werke von Alexander Sergejewitsch Puschkin gewann den Hauptpreis bei der Moskauer Buchmesse 1999. Darüber hinaus war er zeitweise Vorsitzender der britischen Europäischen Kulturföderation und des Vorstandsvorsitzenden der Oxford University Press.

## Veröffentlichungen
- The Cricketers' Who's Who, 1987, ISBN 978-0-00-218262-1
- Wodehouse at war, 1981, ISBN 0-907681-00-X
- The picture life of Edward Heath, 1971, ISBN 0-85166-432-6